# Кінотеатр імені Тараса Шевченка (Сімферополь)
Кінотеатр імені Т. Г. Шевченка — перший стаціонарний кінотеатр Сімферополя й Криму. Розташовано на одній із центральних вулиць міста, поруч із цирком Тезікова й російським драматичним театром ім. Горького.

## Історія
Кінотеатр відкрився в 1904 році на вулиці Дворянській (у 1924 її було прейменовано в Радянську, із 1936 — Горького) й отримав назву «Баян» (можливо, на честь сімферопольця Володимира Івановича Сидорова, поета-футуриста, що за власні кошти друкував свої вірші під псевдонімом Вадима Баяна. У 1913—1914 він влаштував турне по Криму для Ігоря Северянина й Володимира Маяковського). Замовником будівлі був Леонід Сухомлінов, перегляд сінематографа коштував від 15 до 50 копійок. У 1910 році Сухомлінов продав «Баян» одному з найбагатших людей міста, меценату Францу Францевичу Шнейдеру (1874—1918). Великий зал вміщував 800 глядачів, також були ложі для багатіїв. Як і в решті кінотеатрах того часу, перегляд фільмів супроводжувався грою оркестру.
У 1915 році будівля набула сучасного вигляду. Радянська влада перейменувала кінотеатр у «Зірку революції», пізніше — «Більшовик». У 1954 році, із переходом Кримської республіки до складу УРСР його було присвячено Т. Г. Шевченкові (у кінотеатрі знаходиться погруддя українського поета).
Реконструкція кінотеатру відбулася в 2003 році: було відкрито дві зали. У 2011 відкрито третю залу з можливістю перегляду 3D фільмів. Велика зала отримала назву «Рубін», мала — «Аквамарин», третя зала, цифрова — «Антрацит».
Ремонт екстер'єру відбувся в 2012 році під час реконструкції вулиці Горького.

## Архітектурні особливості будівлі
Кінотеатр є унікальним прикладом будівлі, що протягом століття не змінила своєї спеціалізації.
Архітектор комплексу — Микола Петрович Краснов (головний архітектор Ялти з 1887 р., автор близько 60 будівель у Криму, серед яких — Лівадійський палац, вілла «Ксенія» в Сімеїзі, Товариство взаємного кредиту (філія Національного банку України), будівля Художнього музею в Сімферополі). Стиль будівлі — модерн. Прикрасою є монументальна арка. В оформленні фасаду використано стилізовані зображення тварин, птахів, сатирів.

Бюст Т. Г. Шевченко в холі кінотеатру
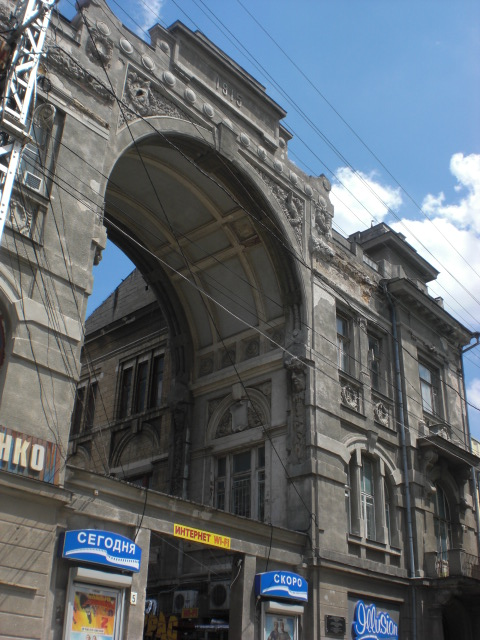
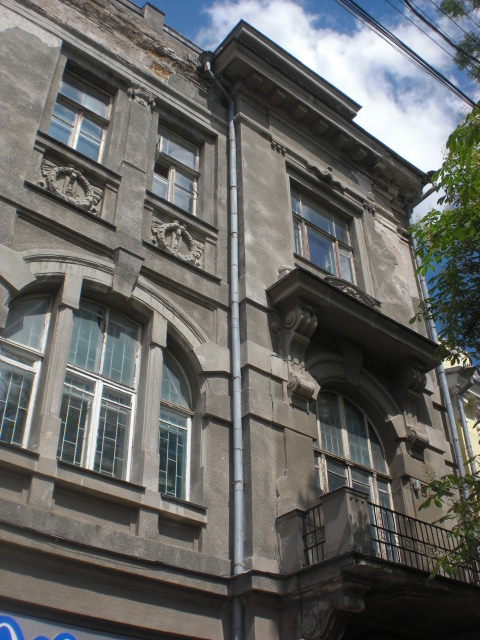